# Viktoria (Schiff, 1901)
Die Viktoria ist ein Passagierschiff, das als Flaggschiff der Elbe Erlebnistörns GmbH für Hamburger Hafenrundfahrten eingesetzt wird.

## Geschichte
Die Viktoria wurde 1901 bei Janssen & Schmilinsky in Hamburg als Dampfschiff gebaut und trug bis 1938 den Namen Herzog Friedrich. Die Kreisverwaltung setzte das Schiff auf der Schlei zwischen Kappeln und Schleswig ein. 1938 wurde das Schiff von dem Kieler Reeder August C. Hansen übernommen und in Viktoria umbenannt; es erhielt damit den Namen einer früheren Brigg der Reederei Viktoria und wurde ab diesem Zeitpunkt als Fördeschiff eingesetzt. 1939 wurde es zu einem Erprobungsträger für Geheimanlagen gemacht und 1940 zu einem Tender der Scharnhorst. Nachdem es 1944 im Kieler Hafen gesunken war, wurde es 1949 gehoben und repariert. Danach wurde es als Motorschiff wieder in Fahrt gesetzt. 1952 sollte es nach Israel verkauft werden, erhielt aber keine Genehmigung, den Suezkanal zu durchfahren, und blieb daher in Deutschland. 1958 ging es in den Besitz der Bundesmarine über, die das Schiff als Messhulk verwenden wollte, jedoch aus Kostengründen die Maschine nicht ausbaute. 1970 wurde das Schiff bei der Bundesmarine außer Dienst gestellt und 1971 ging es in den Besitz einer Privatperson in Otterndorf über. Damals erhielt es den Namen Pirat. Danach wurde das Schiff an den Duisburger Autoverwerter Ernst Busch verkauft. 1994 ging es in den Besitz von Roland Thurow über, der es von Ueckermünde aus als Passagierschiff einsetzte. Spätestens ab diesem Eignerwechsel trug das Schiff wieder seinen Namen Viktoria, unter dem es auch danach noch weiterverwendet wurde.